# Jared Ward
Pour les articles homonymes, voir Ward.
Jared Ward (né le 9 septembre 1988 à Layton) est un athlète américain, spécialiste des courses de fond.
Il se qualifie lors des sélections 2016 pour le marathon des Jeux Olympiques de 2016, où il termine finaliste.
Il termine sixième du Marathon de New York 2018